# Павлыга, Михаил Георгиевич
Михаил Георгиевич Павлыга (23 марта 1959, Москва, СССР) — советский и российский футболист, нападающий, Полузащитник, игрок в мини-футбол. Мастер спорта СССР.
Воспитанник московских ФШМ и «Спартака». В 1975 году был в составе дубля «Спартака», в 1976—1977 годах за дубль московского «Динамо» сыграл 36 игр, забил 6 мячей. Бо́льшую часть карьеры провёл в «Динамо» Вологда. В 1978—1991 годах за 14 сезонов во второй и второй низшей (1990—1991) лигах сыграл 422 матча, забил 92 гола. 1992 год отыграл в команде второй лиги «Авангард» Коломна. В 1993—1994 годах играл за любительский клуб «Ока» Ступино и мини-футбольный клуб чемпионата России «Заря» Новгород.
Старший брат Анатолий (род. 1947) в 1966 году выступал за «Металлург» Череповец.